# Символ иены
Символ или знак иены и юаня (¥) — типографский символ, который входит в группу «Управляющие символы C1 и дополнение 1 к латинице» (англ. C1 Controls and Latin-1 Supplement) стандарта Юникод: оригинальное название — Yen sign (англ.); код — U+00A5. Его основное назначение — представление «японской иены» и «китайского юаня», однако он может использоваться и другими способами.
Характерные символы, выполняющие эти функции: для иены — ¥ • 円 • 圓 •; для юаня — ¥ • 元 • 圆 • 圓. Кроме того, для их краткого представления используются коды стандарта ISO 4217: соответственно, JPY (392) и CNY (156).

## Начертание
Символ «¥» представляет собой разновидность заглавной латинской буквы «Y» с добавлением одного или двух параллельных горизонтальных штрихов. Количество штрихов зависит исключительно от шрифта, использованного для вывода символа, хотя вариант с одним штрихом встречается реже.
Разновидность символа, включённая в стандарт Юникод, — «￥», или «широкий символ иены» (англ. fullwidth yen sign; U+FFE5), введённый для совместимости с символами CJK.
Знак «¥» входит в состав других символов Юникода, входящих в состав языка эмодзи:
- 💱 — «обмен валют» (англ. currency exchange; U+1F4B1);
- 💴 — «банкнота со знаком иены» (англ. banknote with yen sign; U+1F4B4);
- 💹 — «график с восходящим трендом и знаком иены» (англ. chart with upwards trend and yen sign; U+1F4B9).

Идеограммы эмодзи с символом иены

Обмен валют
Банкнота со знаком иены
График с восходящим трендом и знаком иены

## Использование в качестве сокращения названий денежных единиц

Знак иены в шрифте OCR-A

Знак «¥», который в зависимости от шрифта может выводиться как с одним, так и с двумя горизонтальными штрихами (чаще с двумя), используется в качестве сокращения и японской иены (англ. yen), и китайского юаня (англ. yuan). Однако в некоторых стандартах, в частности, в стандарте ISO 1073-1:1976 для шрифта OCR-A, который активно применялся в Китае, для представления этих денежных единиц служил знак с одним штрихом. Поэтому иногда встречается утверждение, что символ юаня — это знак с одной чертой, а иены — с двумя, что не соответствует действительности. Связанная ошибка — использование в качестве символа юаня кириллической буквы «Ұ» (U+04B0).
Список существующих денежных единиц с названием «иена» или «юань»
| Денежная единица (на англ. и/или на языке страны эмитента) | Государство (территория) | Период обращения | Варианты краткого представления | Варианты краткого представления | Примеры использования | Примеры использования |
| Денежная единица (на англ. и/или на языке страны эмитента) | Государство (территория) | Период обращения | коды ISO 4217                   | символы                         | на денежных знаках    | на марках             |
| ---------------------------------------------------------- | ------------------------ | ---------------- | ------------------------------- | ------------------------------- | --------------------- | --------------------- |
| Японская иена                                              | Япония                   | 1871 — н.в.      | JPY (392)                       | ¥ • 円 • 圓 •                   |                       |                       |
| Китайский юань                                             | Китай                    | 1948 — н.в.      | CNY (156)                       | ¥ • 元 • 圆 • 圓                |                       |                       |

## Другие способы использования

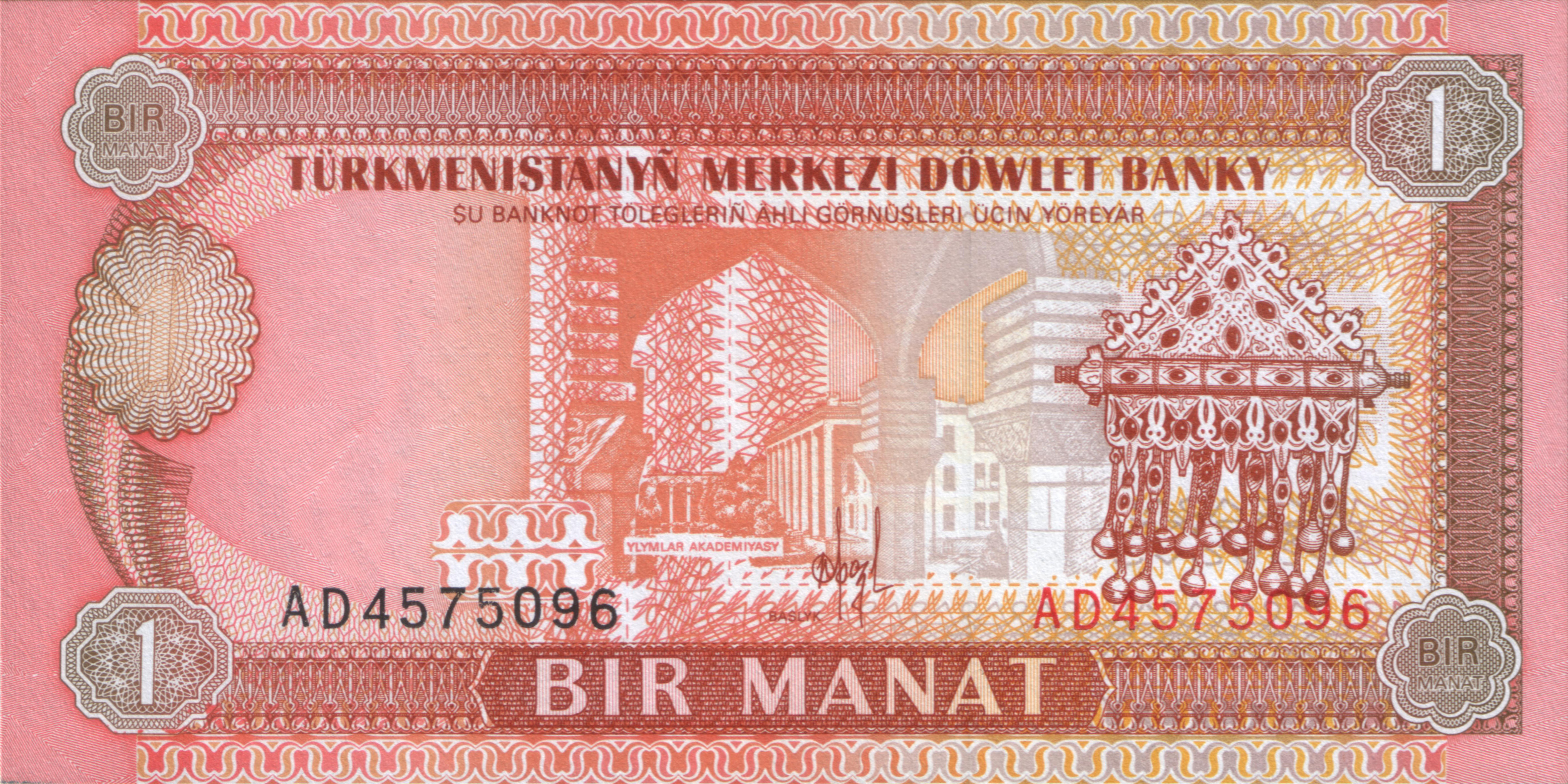
Один туркменский манат образца 1993 года с символами $ и ¥ во второй строчке текста

С 1993 по 1999 год в процессе перехода Туркменистана с кириллицы на латиницу для записи некоторых специфических букв туркменского алфавита использовались такие знаки валют, как $ (символ доллара), ¢ (символ цента), ¥ (символ иены) и £ (символ фунта). Заглавной $ соответствовала строчная ¢, заглавной ¥ — строчная ÿ, а заглавной £ — строчная ſ. В 1999 году вместо них были введены другие символы: вместо $/¢ — Ş/ş, вместо ¥/ÿ — Ý/ý, вместо £ſ — Ž/ž. Символы $ и ¥ (разновидность с одной чертой) встречаются на туркменских банкнотах образца 1993 года достоинством до 500 манатов.